# Antoine-Aimé Renard
Antoine-Aimé Renard (Lille, 15 de febrero de  1825 - París, 9 de mayo de 1872) fue un tenor de ópera francés, conocido sobre todo por haber compuesto la música del "Temps des cerises", la célebre canción de Jean-Baptiste Clément.

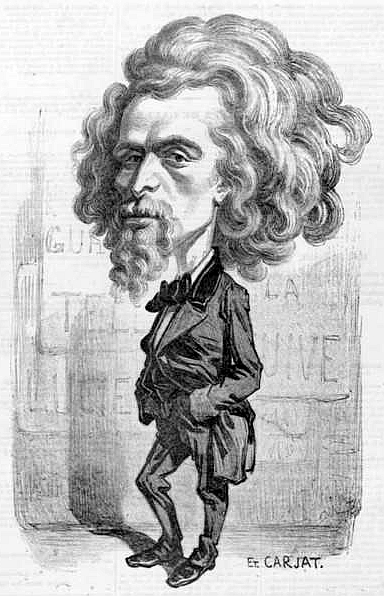
Antoine Renard

## Biografía
Obrero fundidor, trabajaba en Reims en el taller de "Pierrard-Parpaite" y cantaba por las tardes en el albergue de "La Pluma al viento". Cantó también el vodevil en el teatro "Sainte-Balsamie" con un grupo de aficionados. Siempre como moldeador de fundición, vivió algunos años en "Saint-Quentin", después en Lille donde hizo su debut en la escena del "Grand-Théâtre" reforzando los coros. 
Habiendo cantado en las calles y en los coros, y después de haber sido corista en la Ópera de París, obtiene un trabajo como tenor en el teatro de Nimes en 1852, después en El Havre, en Estrasburgo, Burdeos, Lyon en 1855, y por fin en París en 1856.
Trabajó como codirector del teatro municipal de Grenoble en 1865, después como director del teatro de Saint-Ouentin, con el que se arruinó en 1866, fundó en 1870 una agencia lírica y dramática al pie de Montmartre.
El mismo año, vuelve a a Reims para cantar en Jardin-Besnard y en la catedral. Afectado por un cáncer en la cara su estrella declinó rápidamente y se presentó por última vez en el escenario del casino de Marsella en 1869. 

## Historia
El tiempo de cerezas es, para muchos de nosotros un canto revolucionario. una canción de amor, la llegada de la primavera, de la esperanza, de la renovación y, sobre todo una de las grandes canciones de amor francesas. Compuesta por Jean Baptiste Clément, conocido, sobre todo por su compromiso político, que fue también compositor de numerosas canciones.
Mientras tanto la canción de amor «Le Temps des Cerises» llegó a ser un himno para todos los comuneros y los trabajadores.
En 1882 después de volver del exilio Jean Baptiste Clément añadió la siguiente dedicatoria: A la valiente ciudadana Louise conductora de ambulancia en la calle Fontaine-au-Roi, el domingo 28 de mayo de 1871. Ese día, con Eugène Varlin y Charles Ferré, más tarde condenados a muerte y fusilados, Clément estaba al final de las barricadas.

## Fallecimiento
Murió pobremente y fue enterrado en Saint-Ouen.